# Flesch Péter
Flesch Péter (Budapest, 1915. október 22. – Falmouth, USA, 1969. július 1.) bőrgyógyász, egyetemi tanár.

## Élete
Flesch Ármin gyermekgyógyász és Adler Marianna gyermekeként született zsidó családban. A Budapesti Evangélikus Gimnáziumban érettségizett, majd 1939-ben a Pázmány Péter Tudományegyetemen szerzett orvosi oklevelet. 1941-ben a fasizmus elől az USA-ba emigrált. Két évvel később elnyerte a Master of Science címet a Chicagói Egyetemen, ahol farmakológiát tanult. 1944-ben Rothmann Istvánnal közösen publikálta a The Physiology of the Skin című dolgozatot. A második világháborút követő évben orvosszakértőként közreműködött a náci háborús főbűnösök nürnbergi perében, majd visszatért Chicagóba, ahol az egyetemi farmakológiai osztály kísérleti laboratóriumában dolgozott. 1950-től haláláig a Pennsylvaniai Egyetemen működött előbb tanársegédként, 1958-től rendkívüli tanárként és végül (1963-tól) kutatóprofesszorként. Számos amerikai és nemzetközi társaság választotta tagjának, többek között a New York-i Tudományos Akadémia is. Alapvető bőrgyógyászati kutatásokat végzett, vizsgálta a vörös női haj pigmentációját, az A-vitamint, a bőr kémiáját és a keratinizációt. Nyolcvanöt tudományos publikáció jelent meg.
A Woods Hole-i köztemetőben nyugszik.